# Edouard Heene
Edouard Heene Eduardus Arthur (Eeklo, 27 juli 1872 - Eeklo, 24 juli 1947) was een Belgische aannemer-ontwerper-steenhouwer van bouw- en openbare werken die in de 2e helft van de 19de eeuw en de 1e helft van de 20e eeuw actief was in Meetjesland. De grootste aannemer van Eeklo onder het interbellum. Vereerd met het pauselijke ereteken Pro Ecclesia et Pontifice.
Auguste Heene was zijn neef. Familie van Frans van Wassenhove, Victor Buyck, Roos Van Acker en Bert De Graeve.

## Werk
De volgende, vaak monumentale, werken werden onder meer door Heene ontworpen en gerealiseerd:
- Belfort van Eeklo[13]: sinds 1999 samen met 55 andere belforten in België en Frankrijk erkend als werelderfgoed door UNESCO.
- Sint-Godelievekerk (Aalter-Brug)[14][15][16]
- Sint-Antoniuskerk (Balgerhoeke)[17]
- Herbakkersplein, 9900 Eeklo - Oude stadsfontein[18][19][20][21]
- Sint-Vincentiuscollege (Eeklo)[22]

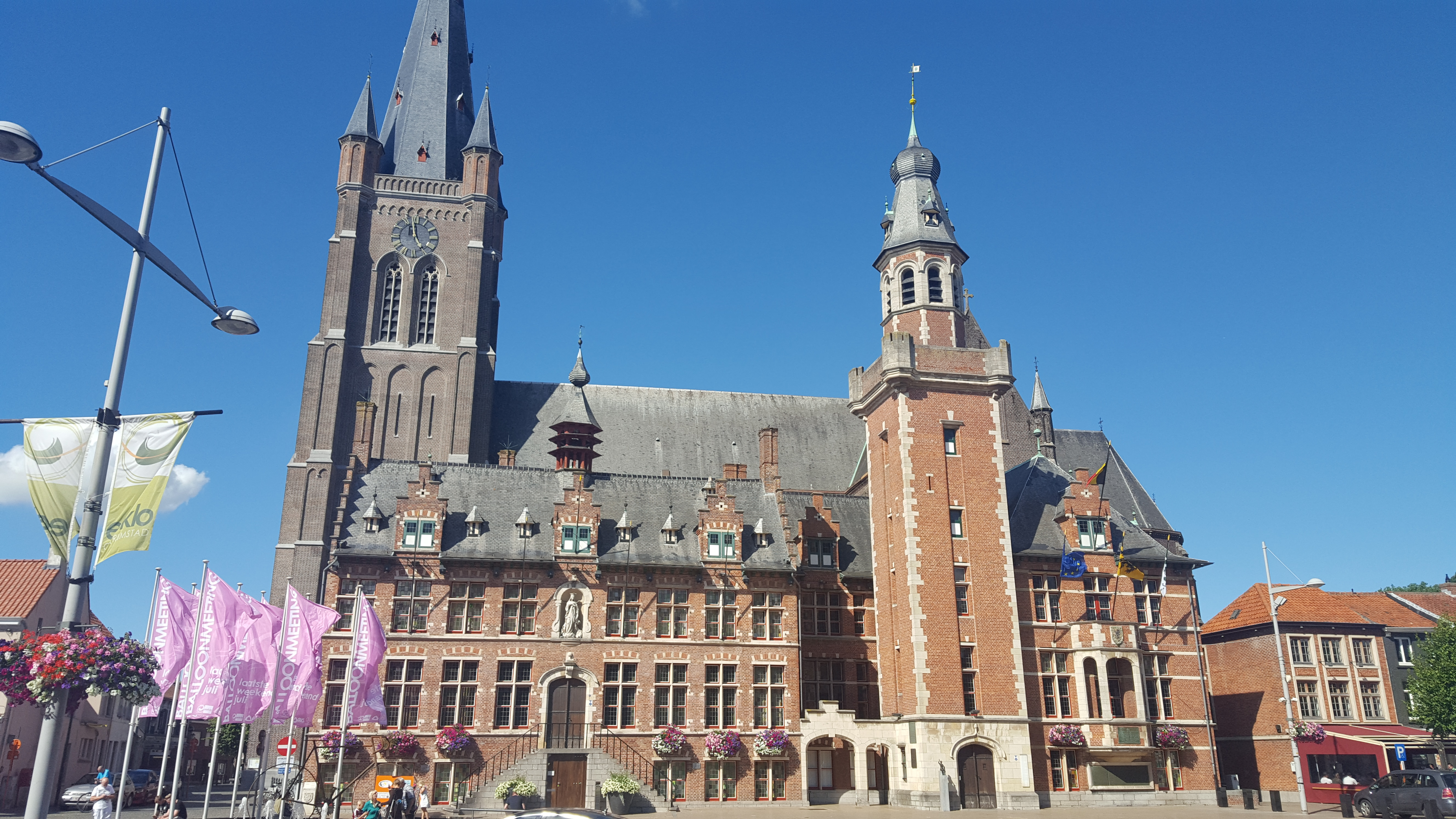
Belfort van Eeklo
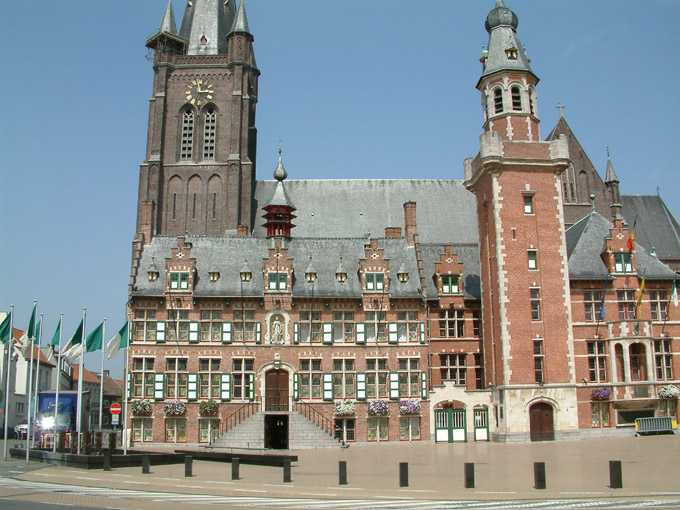
Stadhuis Eeklo
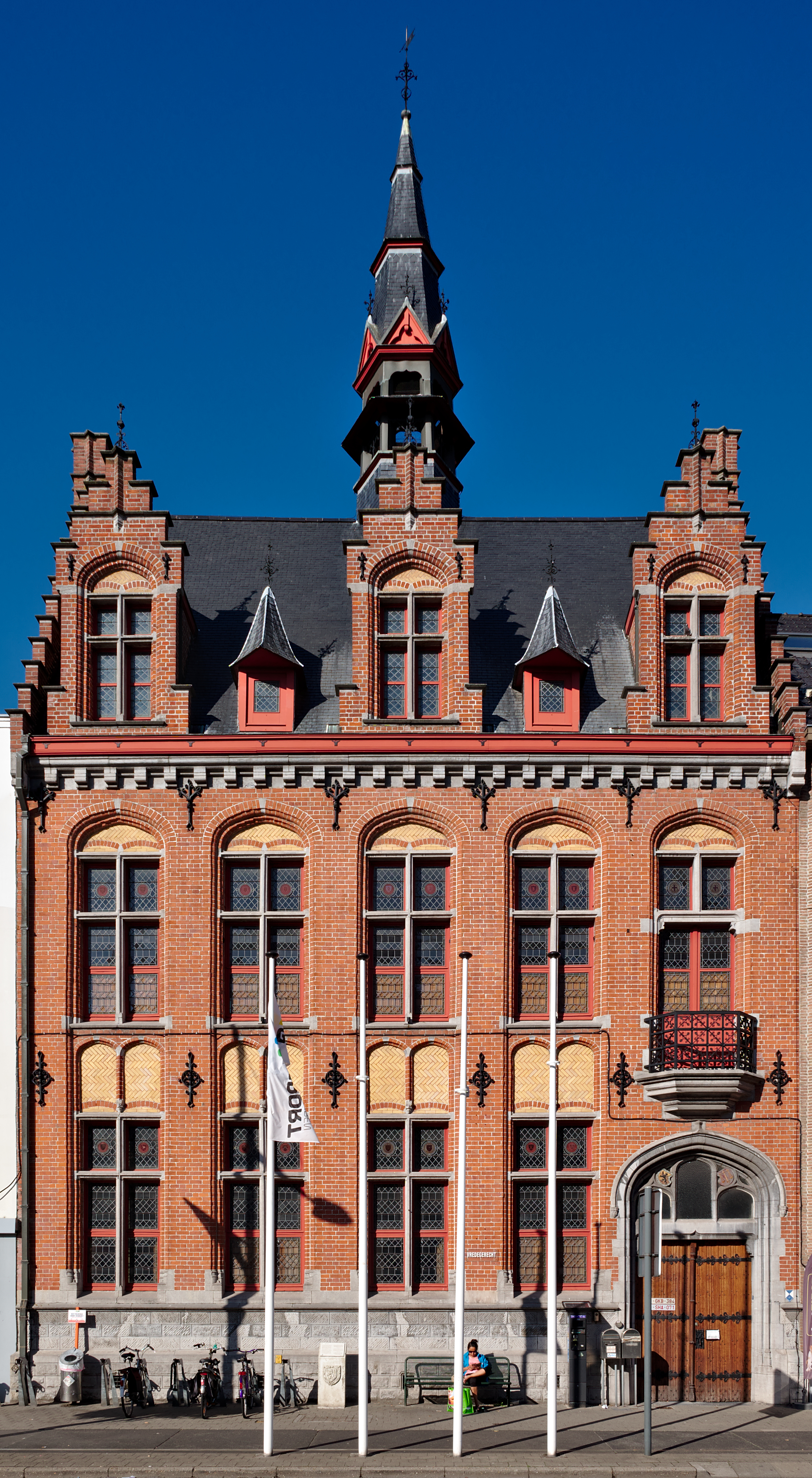
Vredegerecht Eeklo
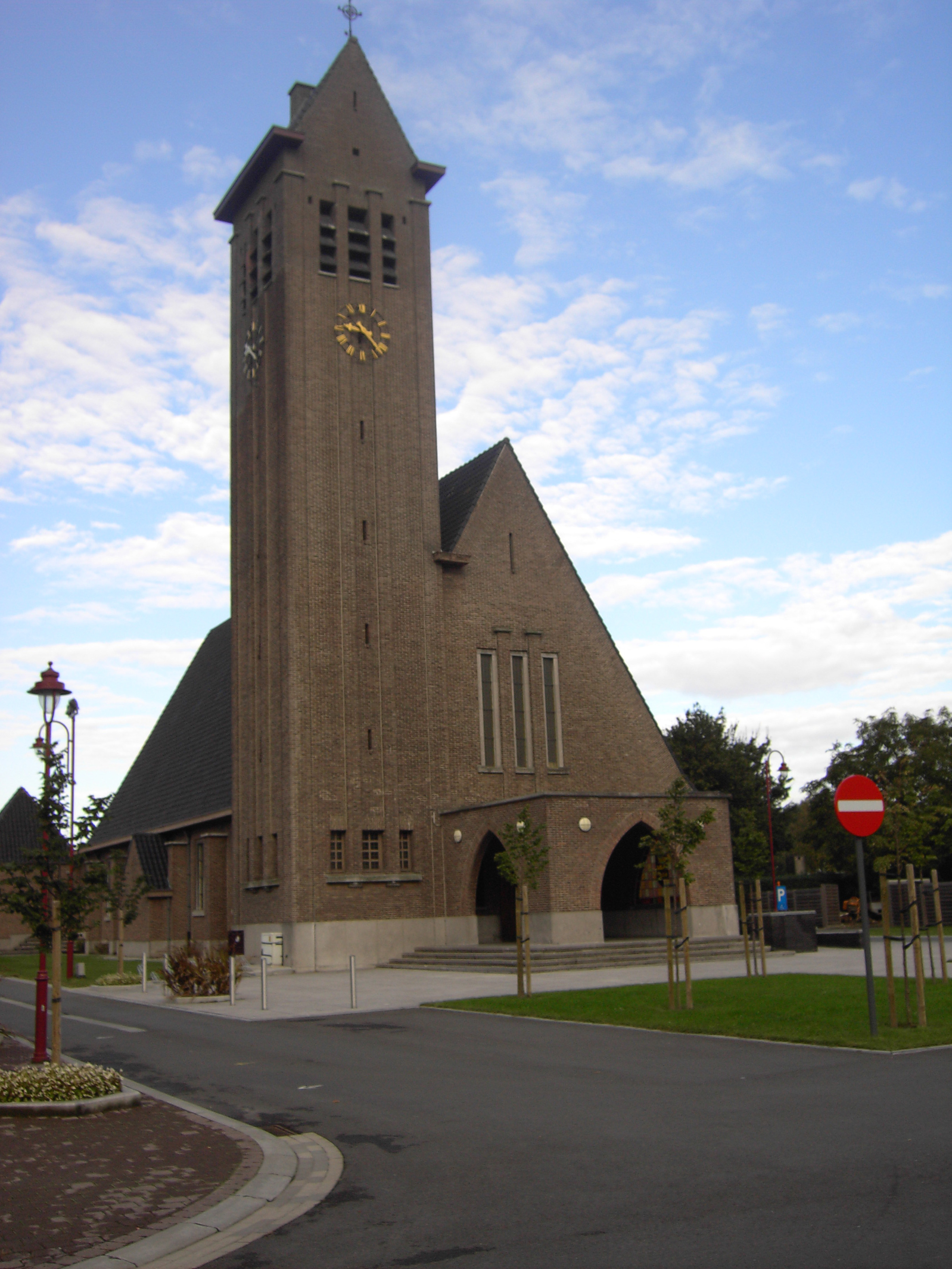
Sint-Godelievekerk (Aalter-Brug)
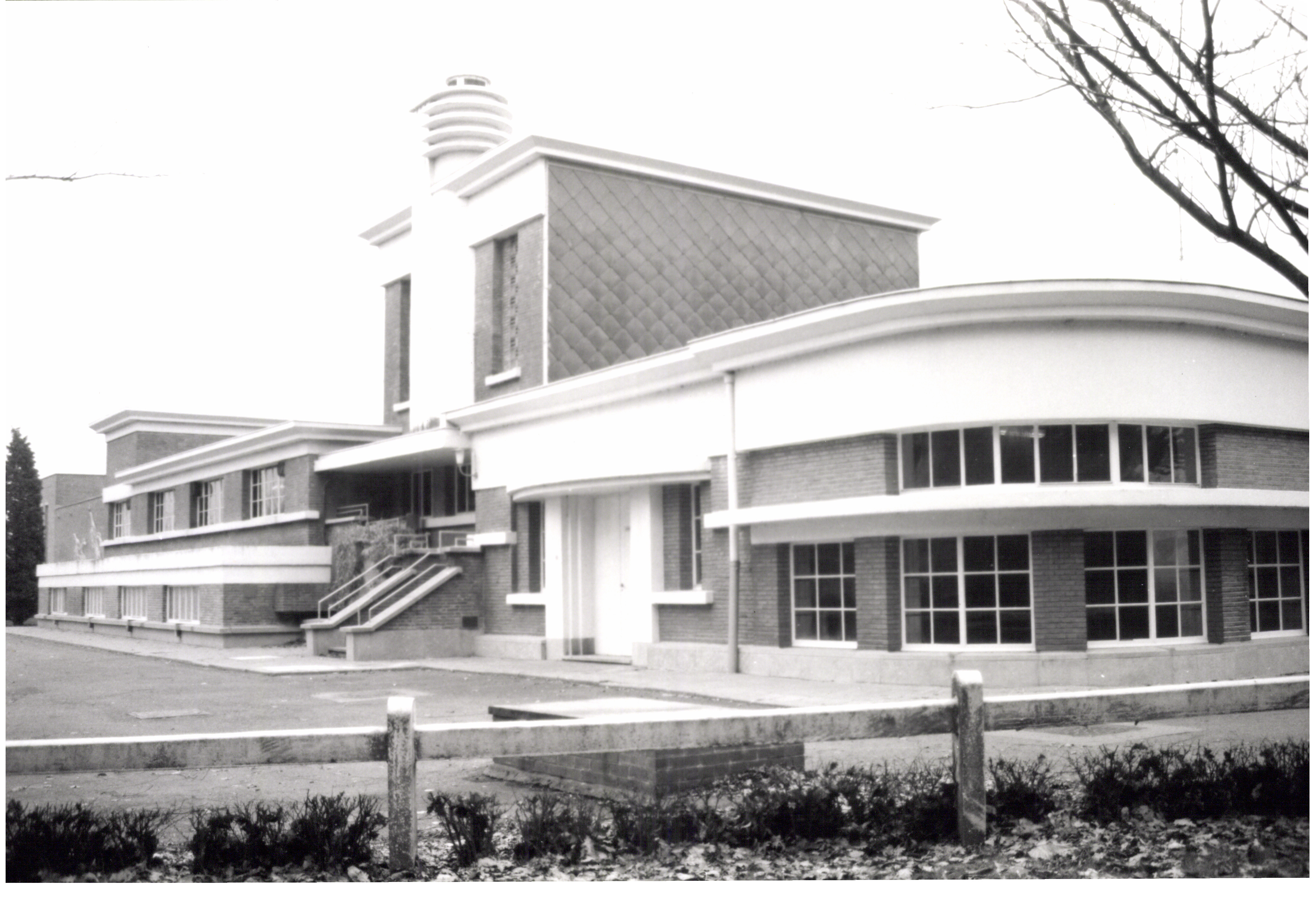
Waaistraat 2-4
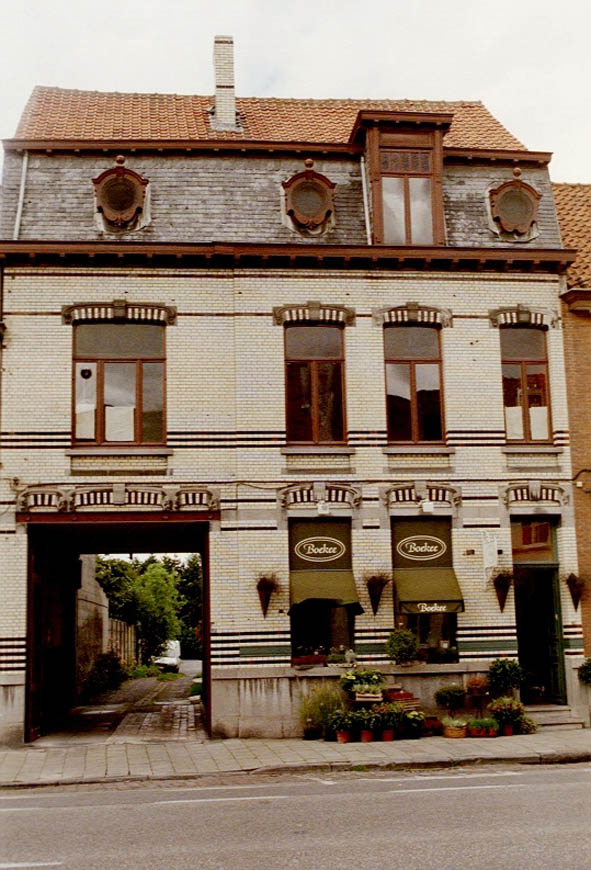
Boelare 41-43
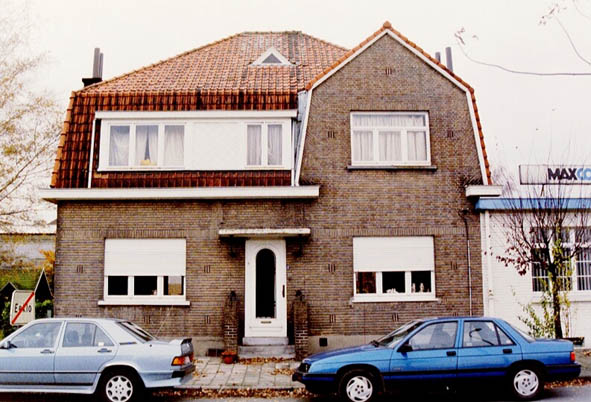
Slachthuisstraat
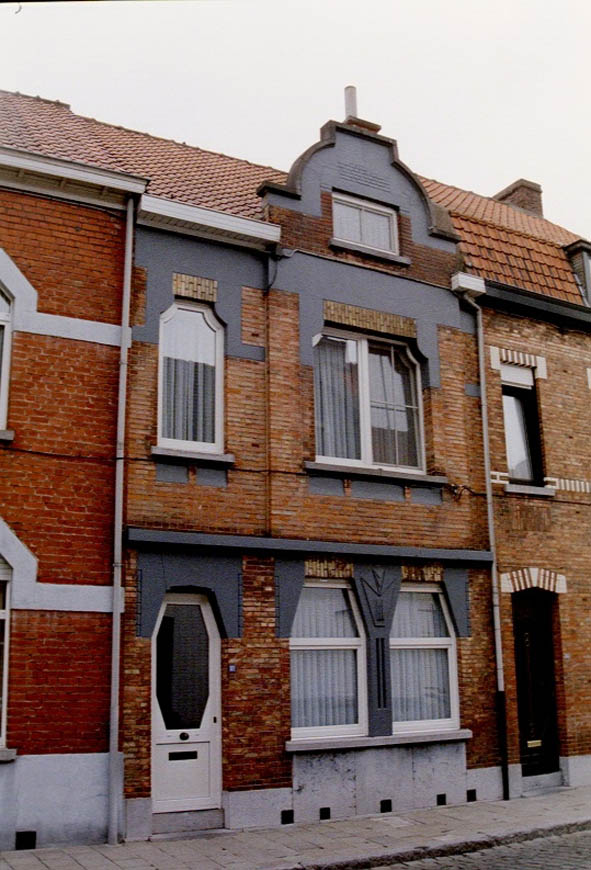
Gulden Sporenstraat 61
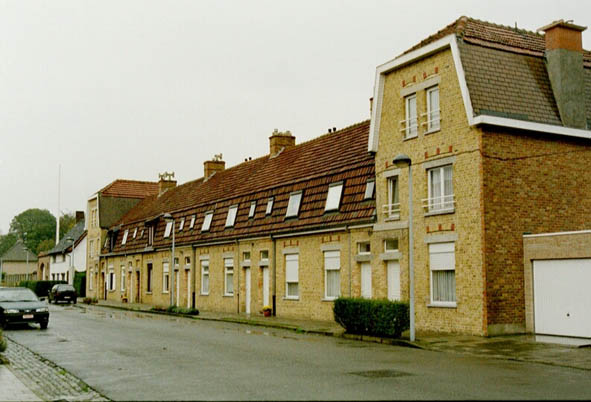
IJzerstraat 17-36
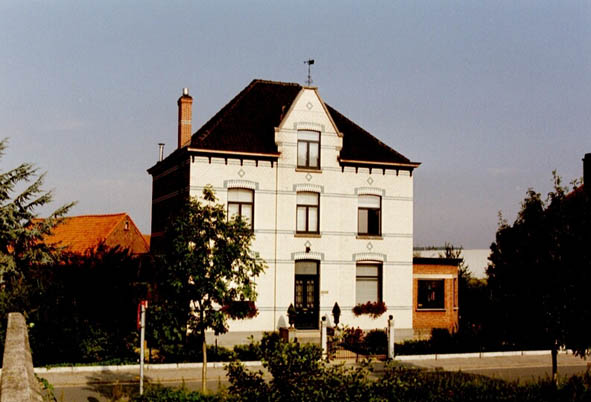
Nijverheidskaai 15
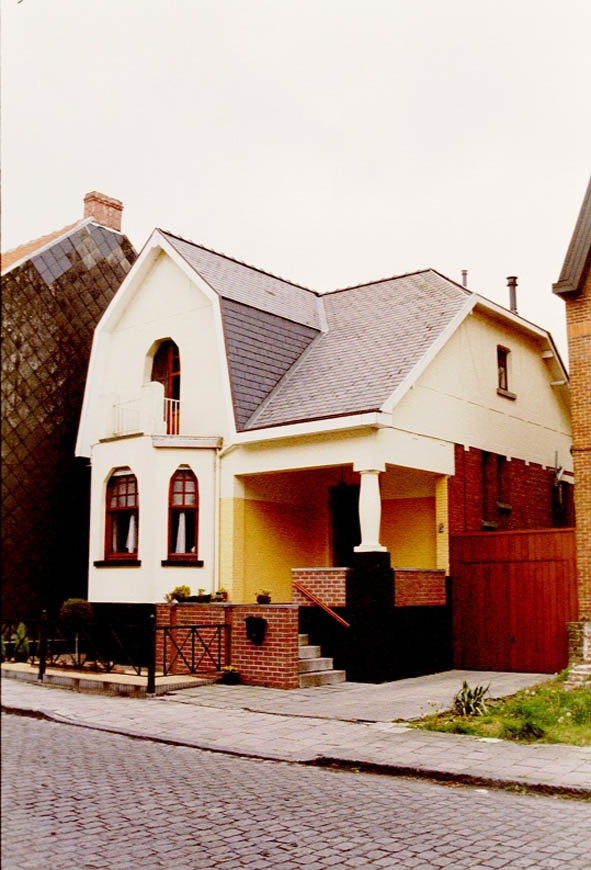
Gulden Sporenstraat 7
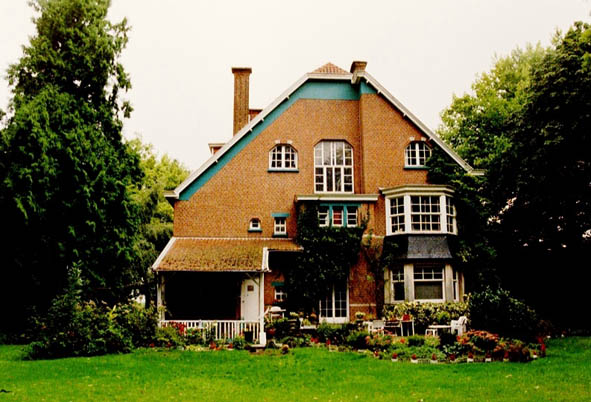
Gentsesteenweg 74
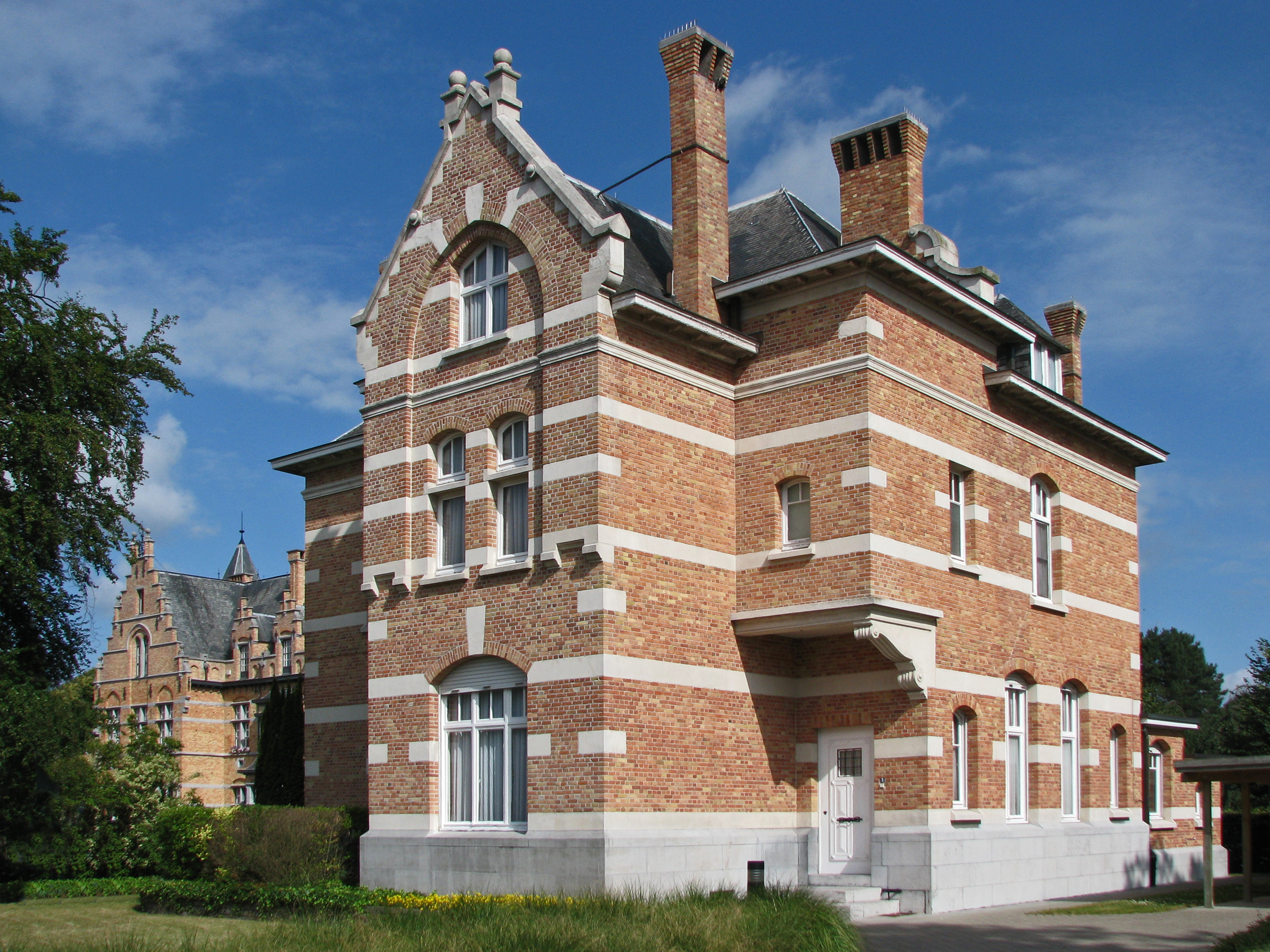
Oostveldstraat 3
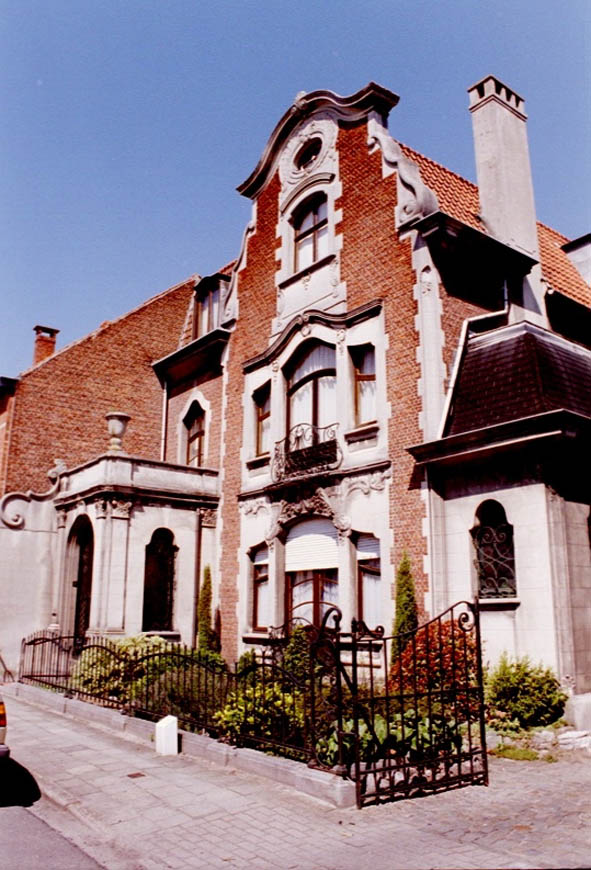
Molenstraat 162-164
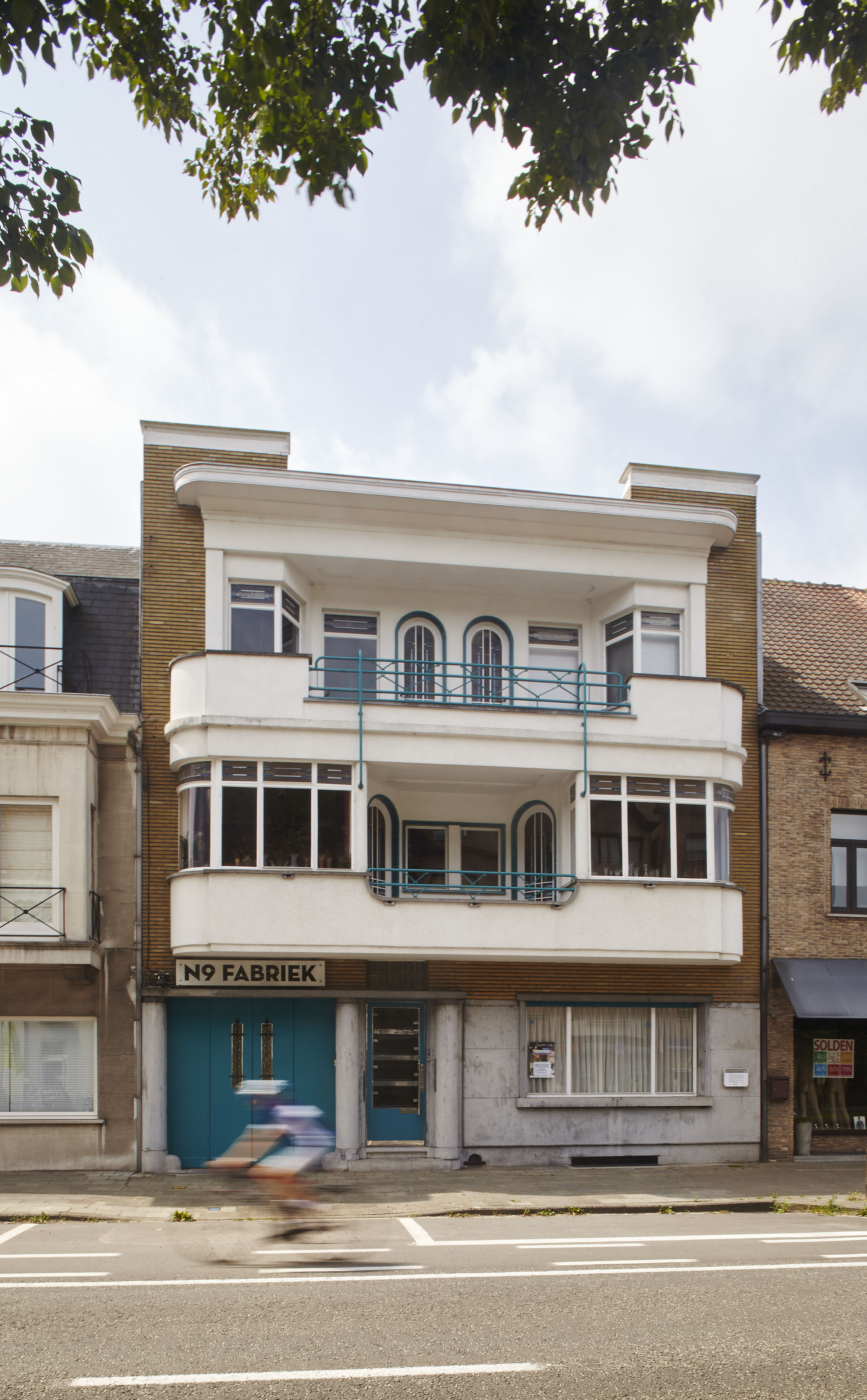
Molenstraat 33
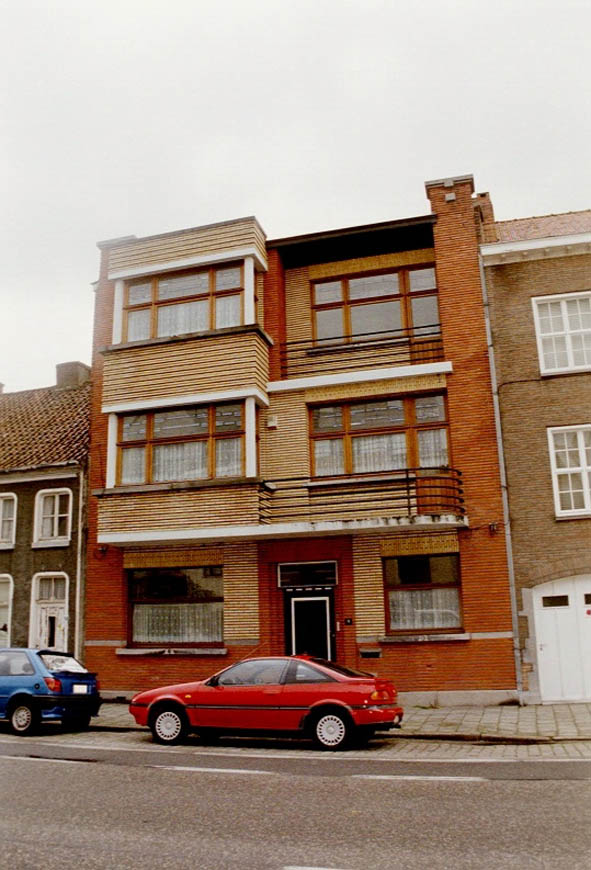
Boelare 79
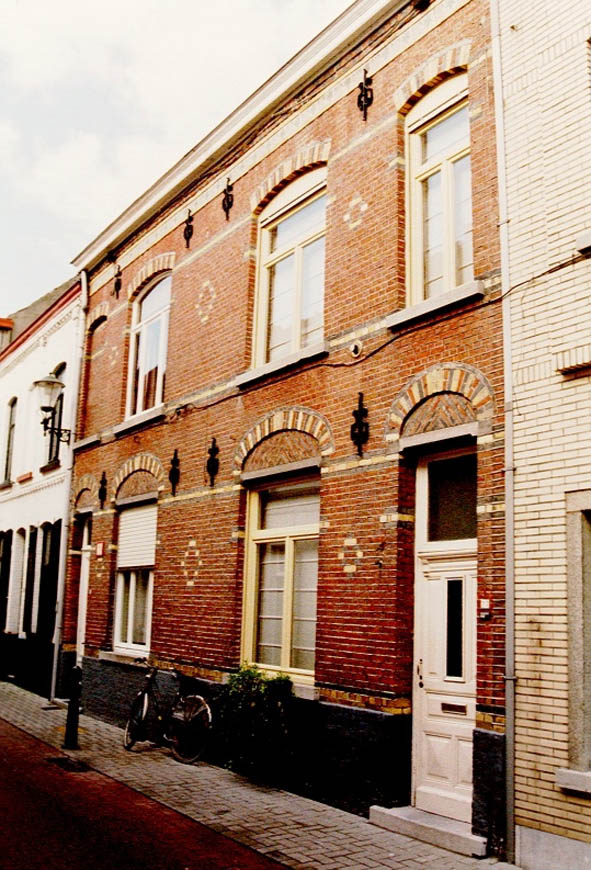
Prinsenhofstraat 25-27
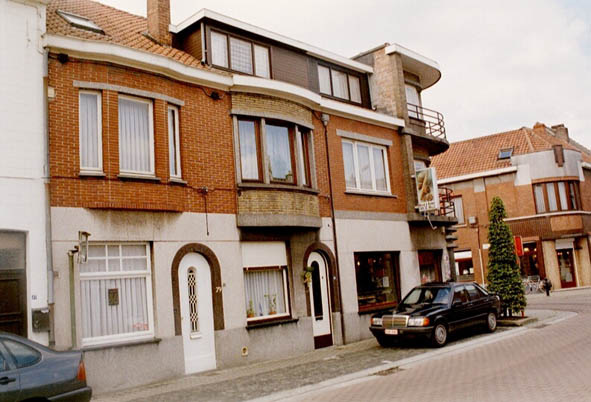
Zuidmoerstraat 79-81
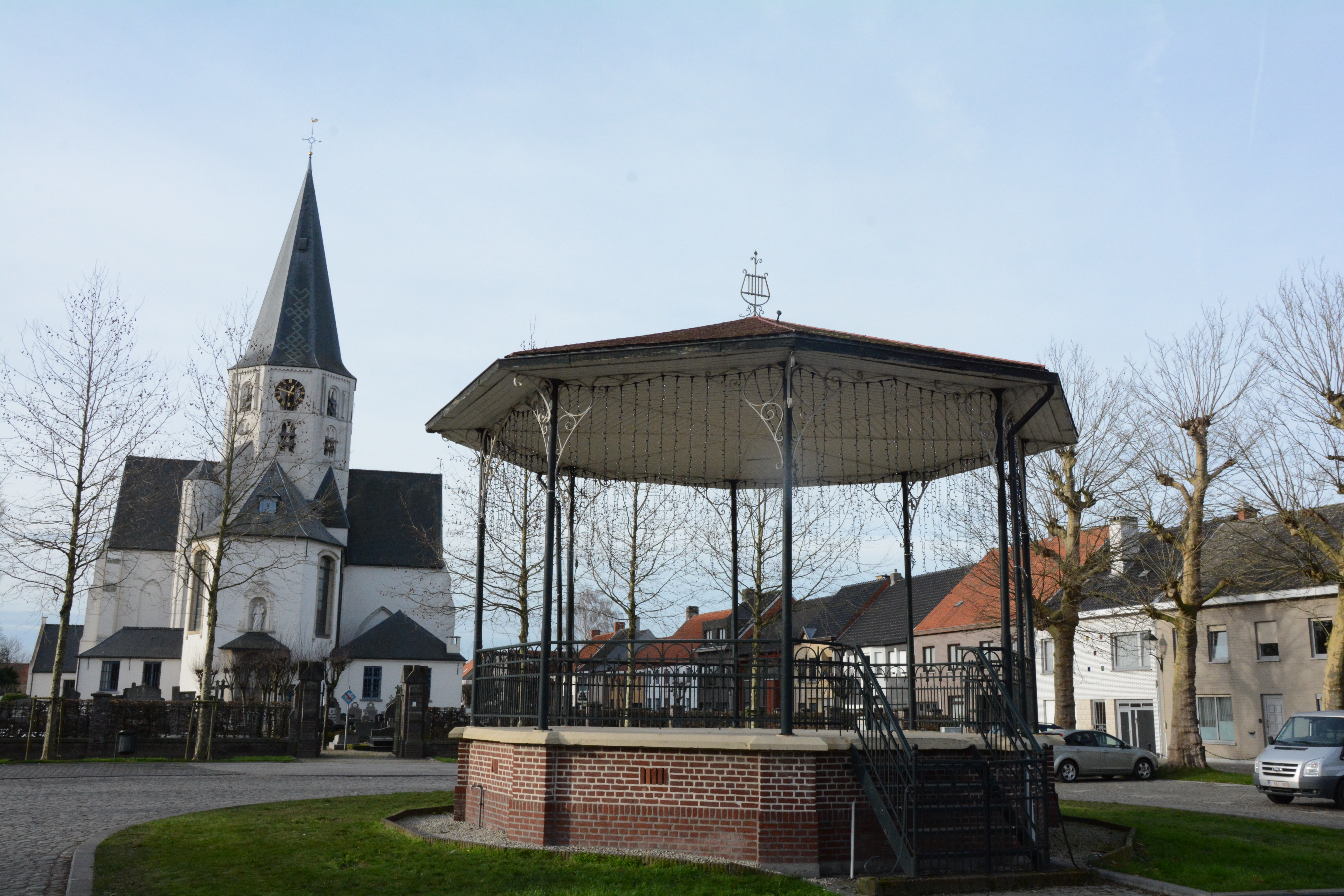
Kerkstraat - Muziekkiosk
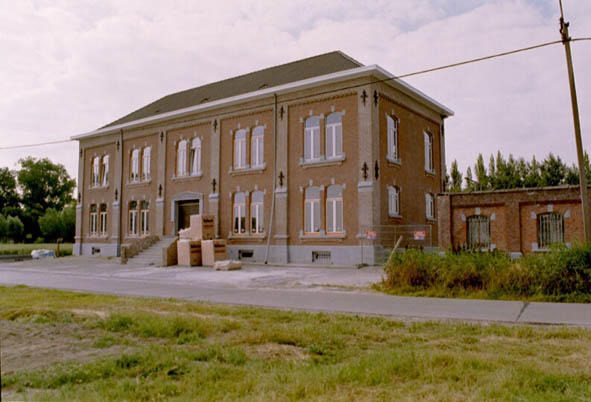
Rijkswachtkazerne S-L
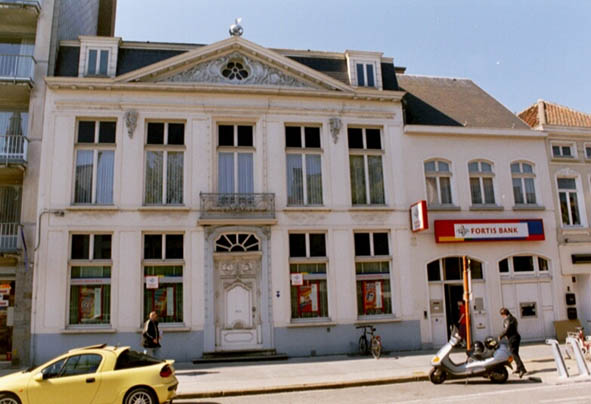
Stationsstraat 4-6
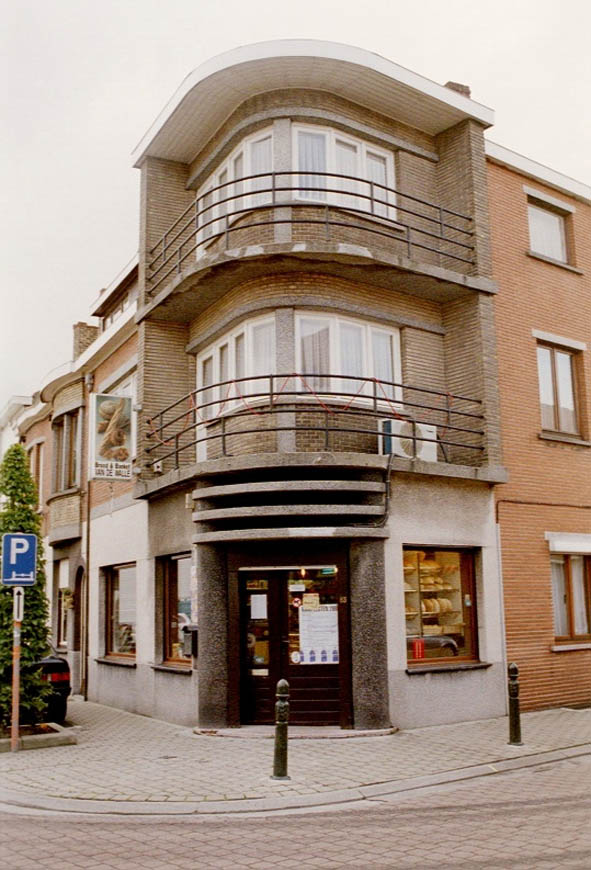
Zuidmoerstraat 83
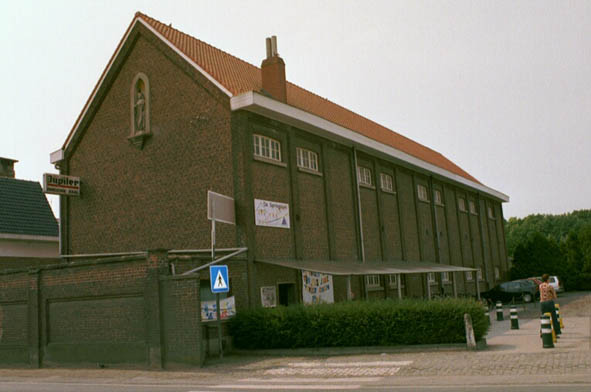
Moerstraat 2-3
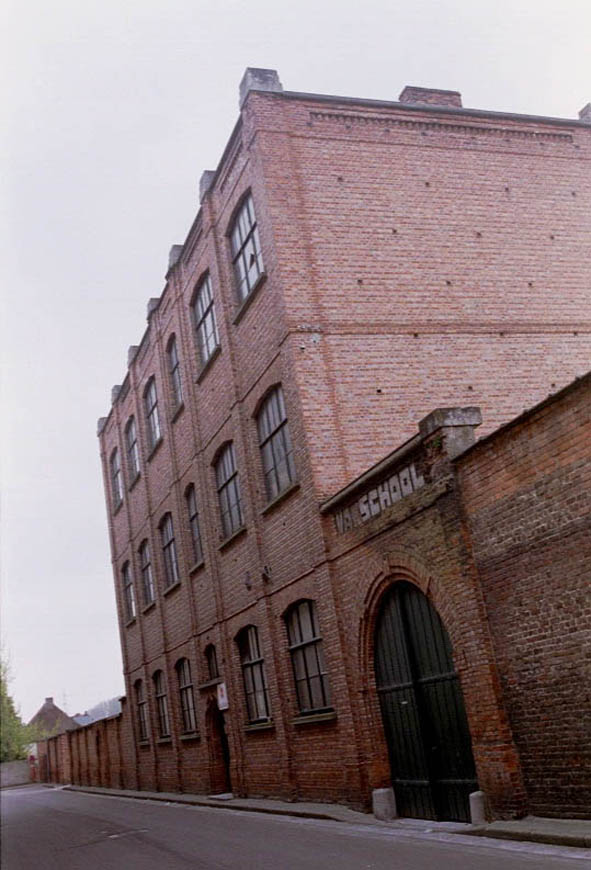
Bisschoppelijk college Heilige Vincentius
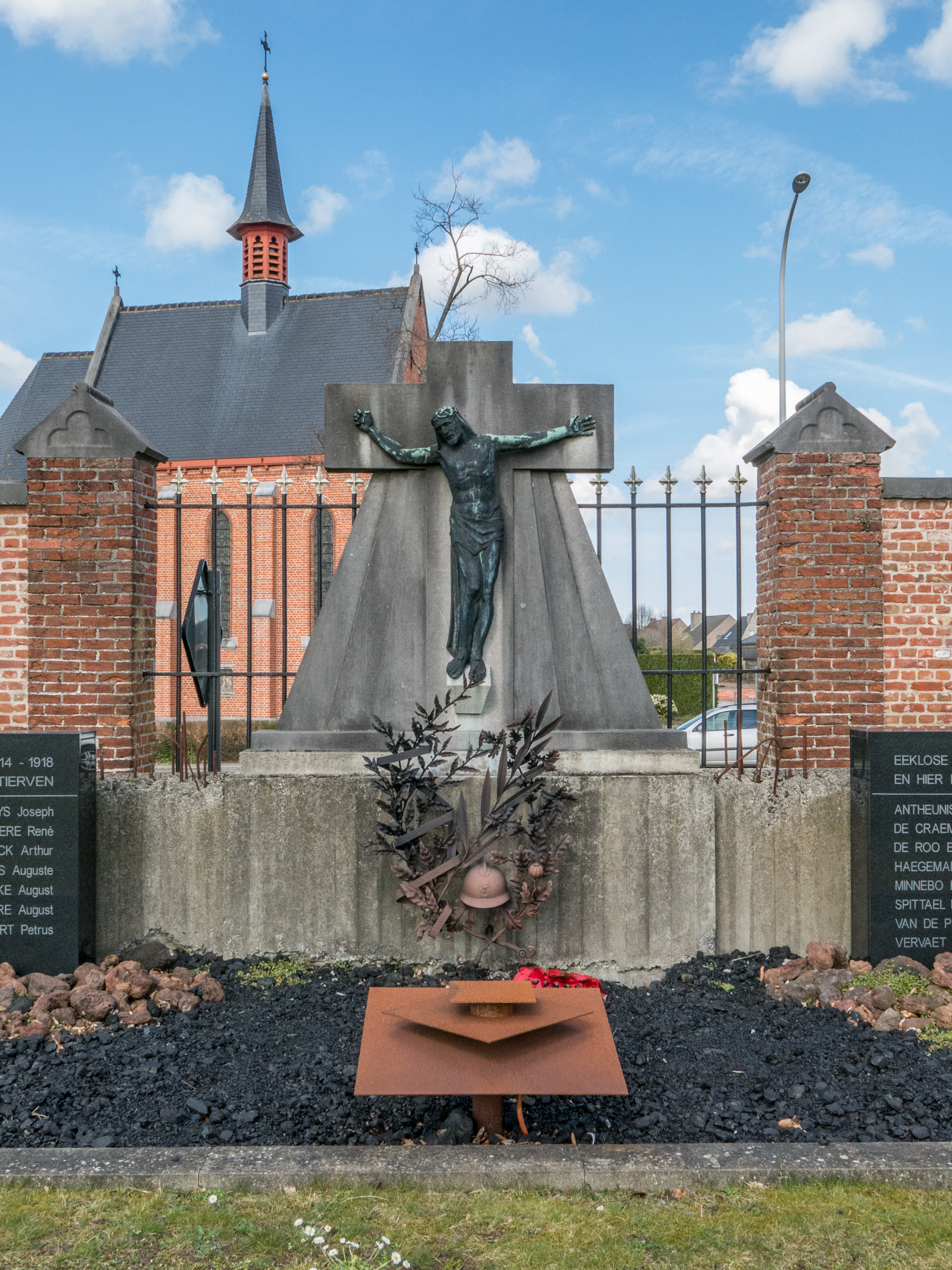
Stedelijke begraafplaats Eeklo - Molenstraat
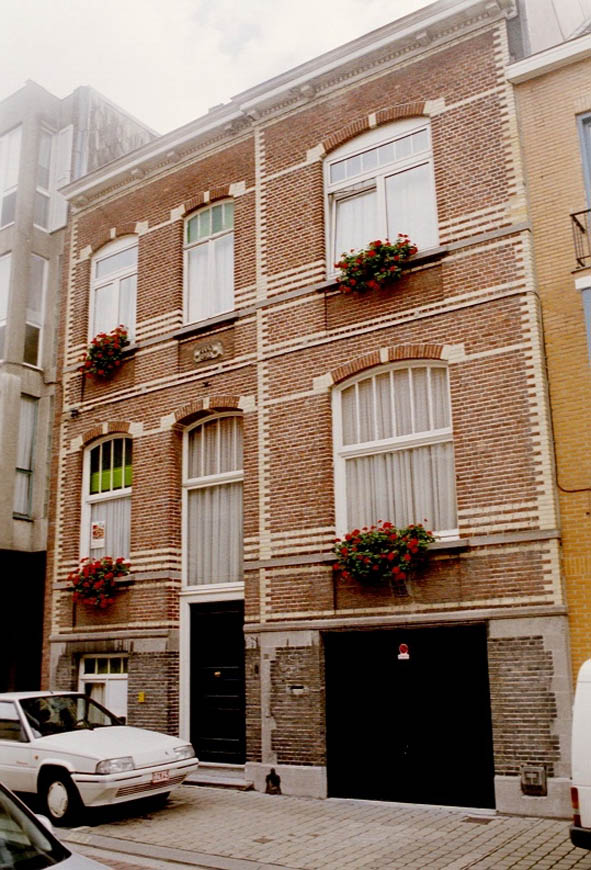
Visstraat 17
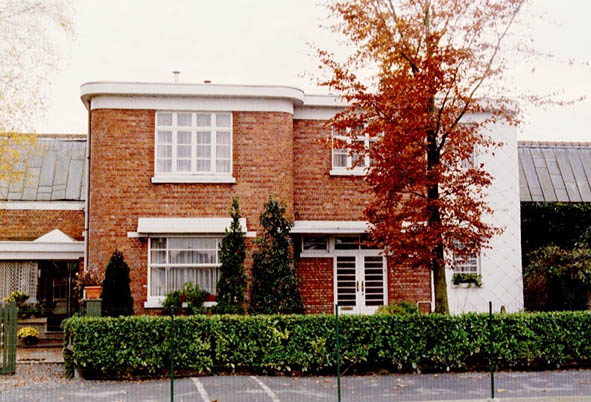
Korte Moeie 57